# Chloroclystis androgyna
Chloroclystis androgyna là một loài bướm đêm trong họ Geometridae.